# Oleksandr Denyssenko

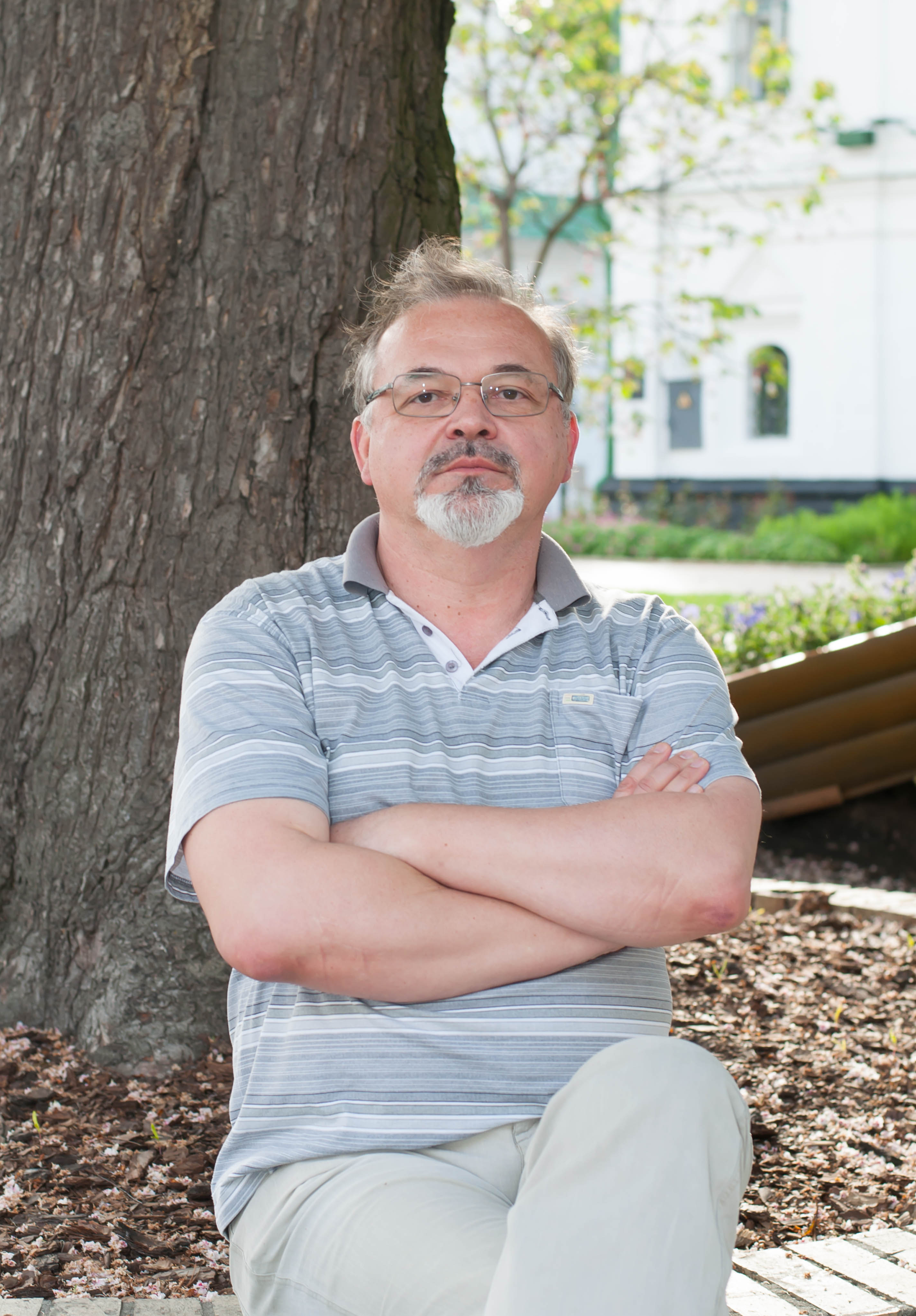
Oleksandr Denyssenko 2016

Oleksandr Wolodymyrowytsch Denyssenko (ukrainisch Олександр Володимирович Денисенко; * 5. September 1958 in Kiew, Ukrainische SSR) ist ein ukrainischer Schriftsteller, Dramatiker, Filmschauspieler, Drehbuchautor und Filmregisseur.

## Leben
Oleksandr Denyssenko kam als Sohn des Filmregisseurs, Drehbuchautors, Volkskünstlers der Ukraine und Taras-Schewtschenko-Preisträgers Wolodymyr Denyssenko (1930–1984) und der Schauspielerin und Volkskünstlerin der Ukraine Natalija Naum (Наталія Михайлівна Наум; 1933–2004) in Kiew zur Welt. Er ist der ältere Bruder des Schauspielers Taras Denyssenko (Тарас Володимирович Денисенко; 1965–2017).
Denyssenko absolvierte 1978 drei Kurse an der Fakultät für Kybernetik der Staatlichen Taras-Schewtschenko-Universität in Kiew und studierte anschließend Schauspiel am Gerassimow-Institut für Kinematographie in Moskau mit Abschluss 1981.
Später absolvierte er noch die Fakultät für Filmregie des Staatlichen Instituts für Theaterkunst in Kiew „I. Karpenko-Karyj“ 
(Київський національний університет театру, кіно і телебачення імені Івана Карпенка-Карого). 1984 wurde er Mitglied der Union der Kameramänner der Ukraine.
Die erste Veröffentlichung eines Buches war 1989 der Roman На шляху підземної ріки Na schljachu pidsemnoji riky zu deutsch Auf dem Weg des unterirdischen Flusses, den er gemeinsam mit Alla Tjutjunnyk schrieb. Dem Erstlingswerk folgten zahlreiche weitere Veröffentlichungen seiner Geschichten. Die Geschichte Душа ріки Duscha riky zu deutsch Seele des Flusses wurde ins Deutsche übersetzt und im Jahr 2000 in der Anthologie Die Stimme des Grases veröffentlicht.
Seit 1996 ist Denyssenko Mitglied der Vereinigung der ukrainischen Schriftsteller und seit 2001 Mitglied der Konföderation der Dramatiker der Ukraine. Sein Stück Oksana, das von den letzten Lebensjahren von Taras Schewtschenko und dem Geheimnis seines Todes handelt, wurde 2002 im Krywbas-Kurier publiziert und im März 2003 im Nationalen Iwan-Franko-Theater aufgeführt.
2010 erschien der erste Band des Fantasyromans Межник Meschnyk. Er spielte als Schauspieler in über 20 Filmen und führte in einigen Filmen Regie. Bei den Filmen Trojanskyj Spas (2004) und Taras. Rückkehr (2019) schrieb er die Drehbücher und führte auch Regie.

## Filmografie
Als Schauspieler
- 1968 Совість Sowist. Der Film gewann einen Preis beim 1. Allukrainischen Festival. I. Mykolaychuk im Jahr 1991
- 1981 Високий перевал Wyssokyj perewal
- 1982 Казки… казки… казки… Старого Арбату Kasky… kasky… kasky… Staroho Arbatu
- 1982 Сльози крапали Sljosy krapaly
- 1983 Легенда про княгиню Ольгу Lehenda pro knjahynju Olhu 2-teilige Serie. Der Film wurde 1984 beim All-Union Film Festival in Kiew mit dem Ehrenpreis ausgezeichnet.
- 1983 Провал операції „Велика ведмедиця“ Prowal operaziji „Welyka wedmedyzja“ - Der Film wurde 1984 mit dem KGB-Preis der UdSSR ausgezeichnet.
- 1983 Раптовий викид Raptowyj wykyd
- 1984 У привидів у полоні U prywydiw u poloni
- 1984 Скарга Skarha
- 1984 Очікування Otschikuwannja
- 1985 Земля Semlja, 4 Teile
- 1986 Весела сімейка Wessela simejka
- 1987 Поети Відродження Poety Widrodschennja, Fernsehfilm
- 1988 Помилуй і прости Pomyluj i prosty
- 1990 Українська вендетта Ukrajinska wendetta
- 1993 …І почалася революція …I potschalassja rewoljuzija, 2 teilg. wissenschaftlicher und kognitiver Film
- 1995 Острів любові Ostriw ljubowi
- 1996 Тарас Шевченко. Заповіт Taras Schewtschenko. Sapowit, Film Taras Schewtschenko. Vermächtnis
- 2004 Троянський Спас Trojanskyj Spas

Als Regisseur
- 1988 Що записано у книгу життя, Debütfilm, 4 Teile
- 1989 Совість Sowist, als Regisseur und Produzent restaurierte und bearbeitete er den Spielfilm seines Vaters
- 1993 drei wissenschaftliche Lehrfilme in zwei Teilen
- 1996 Замість Бога Samist Boha, 5-teiliger Dokumentarfilm
- 2004 Троянський Спас Trojanskyj Spas, Drehbuchautor und Regisseur
- 2006 Два літа Чехова Dwa lita Tschechowa, 30-minütiger Dokumentarfilm
- 2019 Taras. Rückkehr, Drehbuchautor und Regisseur[5]

## Ehrungen
- Preis für die beste männliche Rolle beim Molodist-Filmfestival 1982 in Kiew[3]
- Diplom für Regie des Festivals „Debüt“ 1989 in Moskau[3]
- Verdienter Künstler der Ukraine (2004)[3]